# Mituva (přítok Němenu)

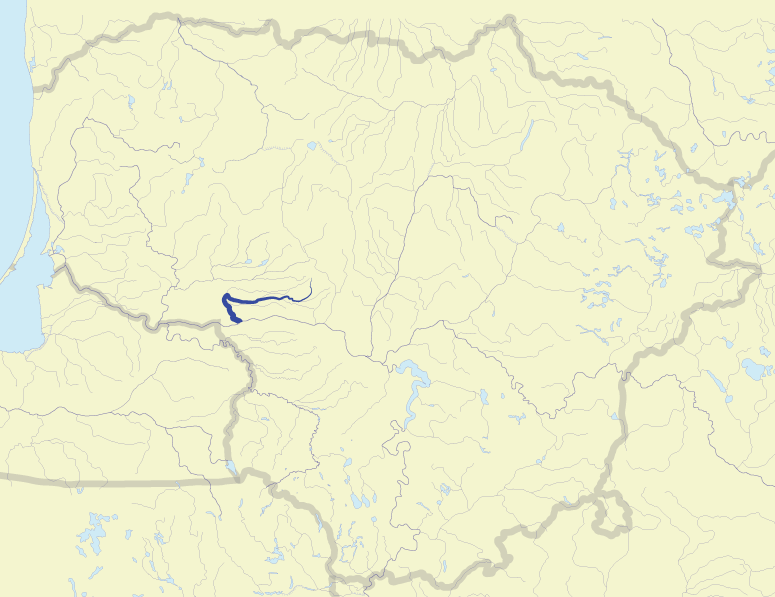
Mituva na mapce Litvy

Mituva je řeka v Litvě, v Žemaitsku. Teče v okresech Raseiniai (Kaunaský kraj) a Jurbarkas (Tauragėský kraj), v Karšuvské nížině. Je to pravý přítok řeky Němen. Je 102 km dlouhá. Pramení v obci Didžiuliai 9 km na severovýchod od Ariogaly. Do Němenu se vlévá na jižním okraji Jurbarku. V povodí převládají těžké půdy (nebo místy takové podloží pod tenkou vrstvou písku). Říční síť v povodí této řeky je nejhustší v Litvě: 1,52 km/km². Na hranicích povodí jsou bažiny; největší z nich je na rozvodí Mituvy a Jūry: bažina Laukėsos pelkė o rozloze 20 km². V povodí nejsou jezera, rybníků je málo (jejich celková plocha je jen 0,88 km²).

## Průběh toku
Řeka pramení v obci Didžiuliai 9 km na severovýchod od Ariogaly. Teče zprvu na jihozápad, před soutokem s řekou Paupys se stáčí na jih, u obce Tamošiai se stáčí na západ, za městysem Žindaičiai se stáčí zprvu na severozápad, ale vzápětí na jihojihovýchod, protéká rybníkem Jurbarkų tvenkinys (podle příměstské čtvrti Jurbarku jménem Jurbarkai; proto neplést s nedalekým rybníkem Jurbarko tvenkinys), velikým složeným meandrem obtéká ze západu a z jihu okraj okresního města Jurbarkas a na jeho jižním okraji se vlévá do slepého ramene Němenu a po 250 m až do Němenu samého, 124 km od jeho ústí do Baltského moře. Do zmíněného slepého ramene se vlévá asi 100 m před vlastním Němenem také řeka Imsrė a je v něm také přístav. Údolí Mituvy je 200 - 400 m široké, jeho stráně jsou 5 - 10 m vysoké. Koryto horního toku je regulované, jeho šířka je 5 - 10 m, hloubka 1,7 – 2 m, šířka přirozeného koryta je 5 – 12 m, hloubka 0,3 – 1 m. Průměrný spád je 0,94 m/km. Rychlost proudu je 0,2 – 0,3 m/s. Průtok u městysu Žindaičiai (29 km od ústí) je: průměrný 2,95 m³/s, maximální 104 m³/s. Průtok u ústí je 5,4 m³/s. Kolísání hladiny během roku: amplituda průměrně 3,9 m, maximální 4,5 m.

## Přítoky
Levé:
| Hydrologické pořadí | Řeka          | Délka (km) | Povodí (km²) | Vzdálenost od ústí (km) | Ústí kde  | Koordináty ústí |
| ------------------- | ------------- | ---------- | ------------ | ----------------------- | --------- | --------------- |
| 10012121            | M - 5         | 3,0        | 2,8          | 95,6                    |           |                 |
| 10012124            | Serbentupis   | 2,9        | 1,8          | 92,8                    |           |                 |
| 10012125            | Akmenupis     | 3,7        | 1,8          | 91,8                    |           |                 |
| 10012126            | Paupys        | 9,6        | 11,2         | 90,9                    |           |                 |
| 10012127            | Pavuosvaidis  | 5,6        | 5,4          | 83,5                    |           |                 |
| 10012129            | Gausantė      | 19,5       | 70,6         | 79,1                    |           |                 |
| 10012148            | Snietala      | 20,7       | 61,4         | 63,7                    | Stakiai   |                 |
| 10012158            | M - 3         | 5,1        | 3,1          | 49,1                    |           |                 |
| 10012169            | Paukštupis    | 4,9        | 3,4          | 46,1                    |           |                 |
| 10012171            | M - 1         | 3,6        | 2,7          | 44,5                    |           |                 |
| 10012201            | Antvardė      | 41,3       | 86,2         | 20,6                    | Vertimai  |                 |
| 10012208            | Vajota        | 5,2        | 4,4          | 15,2                    |           |                 |
| 10012209            | Skardupis     | 2,3        | 1,3          | 12,3                    |           |                 |
| 10012211            | Lygutis       | 2,0        | 0,6          | 11,8                    |           |                 |
| 10012212            | Geišdaubė     | 3,4        | 3,4          | 10,4                    |           |                 |
| 10012213            | Račintakis    | 5,0        | 3,7          | 8,9                     |           |                 |
| 10012214            | Gilioji Grabė | 4,2        | 3,3          | 8,5                     |           |                 |
| 10012215            | Imsrė         | 20,1       | 49,4         | 0,4                     | Jurbarkas |                 |

Pravé:
| Hydrologické pořadí | Řeka       | Délka (km) | Povodí (km²) | Vzdálenost od ústí (km) | Ústí kde    | Koordináty ústí |
| ------------------- | ---------- | ---------- | ------------ | ----------------------- | ----------- | --------------- |
| 10012122            | Rokklonis  | 4,9        | 10,4         | 94,1                    |             |                 |
| 10012128            | Trydupis   | 3,0        | 5,3          | 82,2                    |             |                 |
| 10012142            | Akmena     | 15         | 30,0         | 71,5                    | Škeršpyliai |                 |
| 10012146            | Pakartupis | 5,1        | 4,1          | 69,7                    |             |                 |
| 10012147            | Bebulys    | 2,4        | 2,2          | 68,9                    |             |                 |
| 10012159            | Alsa       | 33,1       | 65,3         | 47,3                    | Pažėrai     |                 |
| 10012172            | Tidikas    | 8,4        | 14,8         | 40,5                    |             |                 |
| 10012174            | Juodupis   | 5,6        | 9,1          | 39,1                    |             |                 |
| 10012176            | Gurnupis   | 4,3        | 3,3          | 34,9                    |             |                 |
| 10012177            | Skardupis  | 4,7        | 10,0         | 32,5                    |             |                 |
| 10012179            | Intakaitis | 2,8        | 1,5          | 27,8                    |             |                 |
| 10012181            | Vidauja    | 45,2       | 410,2        | 26,0                    |             |                 |
| 10012196            | Globys     | 4,5        | 16,1         | 23,8                    |             |                 |
| 10012198            | Skardžius  | 1,2        | 3,0          | 23,0                    |             |                 |
| 10012199            | Kamė       | 9,6        | 19,6         | 21,3                    | Vertimai    |                 |
| 10012207            | Pėdamė     | 4,0        | 11,0         | 16,4                    |             |                 |

## Pozemní komunikace, vedoucí přes řeku
- dálnice A1 Klaipėda - Vilnius, cesta Poškiškė - Juodaičiai, cesta Griciai - Juodaičiai, cesta Griciai - Tamošiai, cesta Baltraitiškė - Pamituvys I, cesta Pauliai - // - Stakiai - Veliuona, silnice č. 146 Raseiniai - Pauliai - // - T křižovatka se silnicí č. 141 Jurbarkas - Kaunas, cesta Liudvinava - Drebulynė - // - Pažėrai, silnice Pavidaujys - Jurbarkas, silnice č. 198 Skaudvilė - Jurbarkas, most Vertimai - Užkalniai, cesta Jurbarkai - Smukučiai, silnice č. č. 141 Jurbarkas - Kaunas.

## Obce při řece
- Didžiuliai, Mikalava, Juodaičiai, Mišiūnai, Tamošiai (protéká), Minelgai, Škeršpyliai, Rupeikiai, Stakiai, Pamituvys, Pauliai, Drebulynė, Jokūbaičiai II, Girdžiai (protéká), Miliušiai, Žindaičiai, Valuckai, Bandzinai II, Vertimai, Užkalniai, Kažemėkai, Mantviliai II, Užvajočiai, Meškiniai, Lemantiškiai, Jurbarkai, Jurbarkas.

### Další objekty
- rybník u Rupeikiů, rybník u Girdžiů, rybník u Jurbarků. Údolí řeky od obce Stakiai do obce Pauliai náleží hydrografické rezervaci Mituvy. Při řece je několik zahrádkářských kolonií.